# Cantó de Pange
El cantó de Pange és un cantó francès del departament del Mosel·la, situat al districte de Metz-Campagne. Té 31 municipis i el cap és Pange.

## Municipis
- Ancerville
- Ars-Laquenexy
- Aube
- Bazoncourt
- Béchy
- Beux
- Chanville
- Coincy
- Colligny
- Courcelles-Chaussy
- Courcelles-sur-Nied
- Flocourt
- Laquenexy
- Lemud
- Luppy
- Maizeroy
- Maizery
- Marsilly
- Montoy-Flanville
- Ogy
- Pange
- Raville
- Rémilly
- Retonfey
- Sanry-sur-Nied
- Servigny-lès-Raville
- Silly-sur-Nied
- Sorbey
- Thimonville
- Tragny
- Villers-Stoncourt

## Història
| Data d'elecció                           | Identitat       | Partit           | Qualitat |
| ---------------------------------------- | --------------- | ---------------- | -------- |
| 1945-1954                                | Robert Sérot    | Divers droite    |          |
| 1954-1976                                | Joseph Schaff   | MRP              |          |
| 1976-1988                                | André Semin     | RI, després UDF  |          |
| 1988-                                    | Bernard Hertzog | UDF, després UMP |          |
| les dades anteriors no són pas conegudes |                 |                  |          |
|                                          |                 |                  |          |

## Demografia
| A partir de 1990 : Població sense dobles comptes |